# Vilasouto
Vilasouto (llamada oficialmente San Mamede de Vilasouto) es una parroquia y una aldea española del municipio de Incio, en la provincia de Lugo, Galicia. Es conocida por dar nombre al embalse de Vilasouto.

## Historia
La localidad aparece primero mencionada documentalmente en el 982, en el "Corpus medieval" de Samos. Durante la Edad Media, perteneció parcialmente al Monasterio de Samos.

## Organización territorial
La parroquia está formada por cinco entidades de población, constando dos de ellas en el nomenclátor del Instituto Nacional de Estadística español:
- Barreal (O Barreal)
- Belesar
- Calvos
- Illeira (A Illeira)
- Outeiro
- Vilasouto*

## Demografía

### Parroquia
| Gráfica de evolución demográfica de Vilasouto (parroquia) entre 2000 y 2020 |
|                                                                             |
| Datos según el nomenclátor publicado por el INE.                            |

### Aldea
| Gráfica de evolución demográfica de Vilasouto (aldea) entre 2000 y 2020 |
|                                                                         |
| Datos según el nomenclátor publicado por el INE.                        |

## Patrimonio
Como patrimonio de la localidad, destaca la iglesia de San Mamés de Vilasouto del siglo XII, que todavía conserva su portada románica, aunque su espadaña y nave lateral son de estilo barroco.
La iglesia ha tenido una existencia azarosa pues fue pasto de las llamas en 1936, donde perdió su cubierta y sufrió daños en su retablo. Después de su rehabilitación, se cerró al culto en 1970 al construirse el embalse de Vilasouto y ser sustituida su función parroquial por otro templo, más moderno. En el año 2008 sufrió el expolio de su pila bautismal, de granito, del siglo XVII-XVIII. Actualmente se encuentra muy deteriorada.
Como edificaciones civiles, el Palacio de los Campomanes y la Casa-Palacio de Calvos.
En sus inmediaciones, el Petroglifo del Agro do Pepe y la Necrópolis megalítica de Santa Mariña (declarada BIC).
La parroquia da nombre al embalse de Vilasouto, construido en la zona.

## Festividades
Las fiestas patronales en honor a Santa Cruz se celebran los días 2, 3 y 4 de agosto.